# Пуща (Гомельская область)
Пуща (бел. Пушча) — посёлок в Гусевицком сельсовете Буда-Кошелёвского района Гомельской области Белоруссии.

## География
В 20 км от Буда-Кошелёво, 12 км от железнодорожной станции Уза (на линии Жлобин — Гомель), 30 км от Гомеля.

## Транспортная сеть
Транспортные связи по просёлочной, затем автомобильной дороге Буда-Кошелёво — Гомель. Планировка состоит из короткой прямолинейной улицы, ориентированной с юго-востока на северо-запад и застроенной деревянными домами усадебного типа.

## История
Основан в начале 1920-х годов переселенцами с соседних деревень на бывших помещичьих землях. В 1930 году жители посёлка вступили в колхоз. По переписи 1959 в составе экспериментальной базы «Пенчин» (центр — деревня Пенчин).

## Население
- 1959 год — 105 жителей (согласно переписи).
- 2004 год — 19 хозяйств, 39 жителей.
- 2018 год — 20 жителей.